# نهر سنغافورة

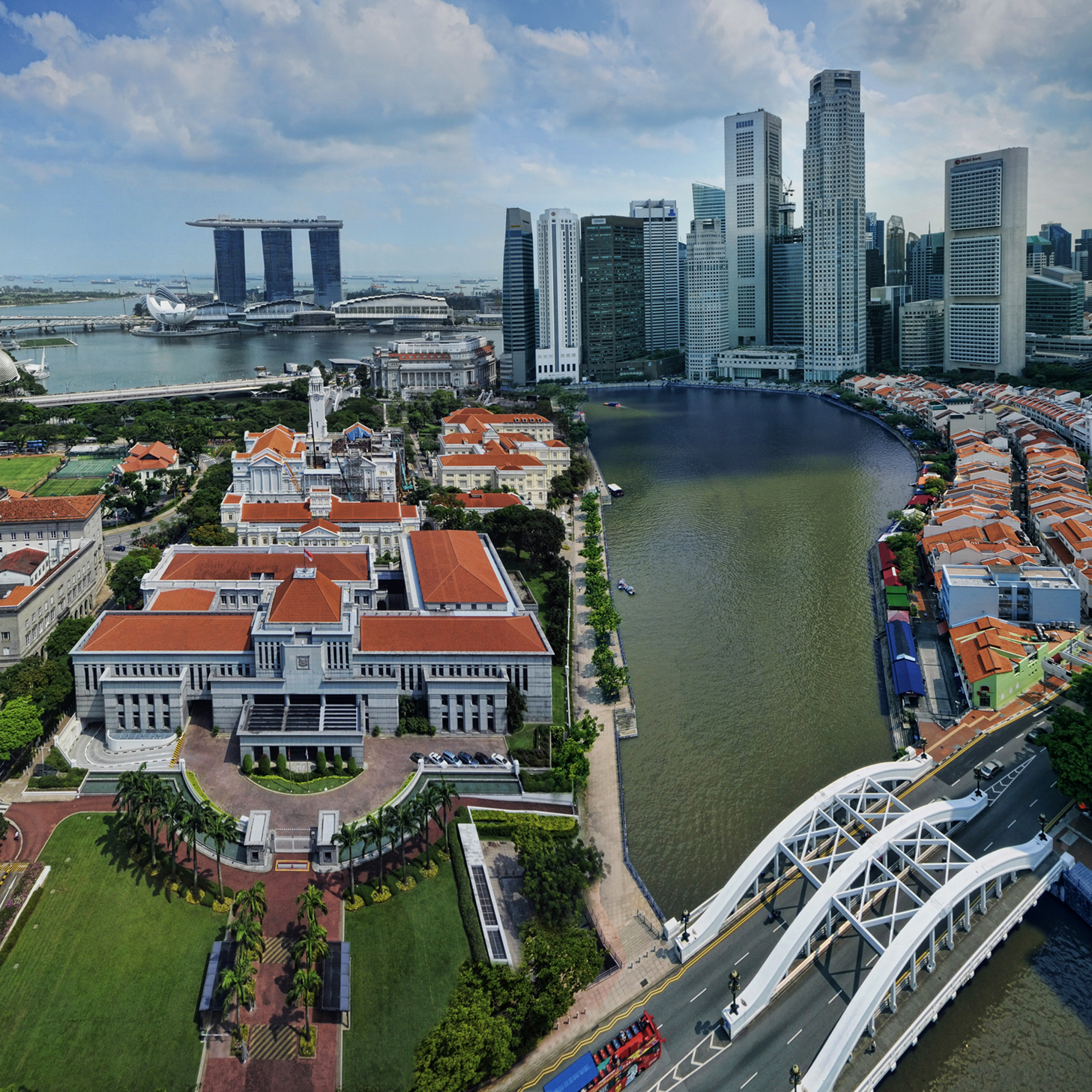
نهر سنغافورة يمر في منطقة العمل المركزية في سنغافورة

نهر سنغافورة وهو نهر في سنغافورة يقع في المنطقة الوسطى في جنوب سنغافورة قبل أن يصب في المحيط الهندي، في الجُزء العلوي يظهر كمستجمع مائي ويمر في منطقة العمل المركزية في سنغافورة وله حوالي 40 رافد ويقسم الجزيرة إلى عدة جُزُر.